# 이다슬
이다슬(1987년 11월 18일 ~ )은 대한민국의 여자 성우이다. 2016년에 KBS 공채 41기 성우로 입사하였다. 한국방송 성우극회 소속.

## 주요 출연작품

### TV
- 나치 영국 지부 SS-GB (KBS) - 바바라(케이트 보즈워스) / 더기(루이스 서키스)
- 미션 임파서블: 폴아웃 (KBS) - 일사 파우스트(레베카 퍼거슨)
- 브렉시트: 치열한 전쟁 (KBS) - 샤마라(라키 아요라)
- 자동공부책상 위키 시즌2(KBS)
- 다큐 플러스 155회 : 갱년기, 여성호르몬의 스위치를 켜라! (JTBC) - 내레이션

### 애니메이션
- 극장판 엉덩이 탐정: 화려한 사건 수첩
- 엉덩이 탐정 - 스테파니, 코알라양

### 극장
- 크루엘라 - 아니타 달링(커비 하월바티스트)

### 라디오

#### KBS
소설극장 (KBS 3라디오)
- 2016.05.20 ~ 2016.06.27 강태식 作 <굿바이 동물원>
- 2016.10.30 ~ 2016.12.09 이재익 作 <서울대 야구부의 영광> (윤희정)
- 2017.01.19 ~ 2017.03.12 기욤 뮈소 作 <내일> (케이트 / 안내)
- 2017.03.13 ~ 기욤 뮈소 作 <구해줘> (줄리에트)

KBS 무대 (KBS 한민족방송)
- 2016.03.05 <재원이는 1학년> (학생 1)
- 2016.03.12 <곡예사의 첫사랑> (아이 1)
- 2016.04.02 <엘리트 학원 구하기> (여학생 3)
- 2016.04.30 <아르바론 몬살리나> (이모)
- 2016.05.07 <위대한 이혼식> (여자 2)
- 2016.05.14 <어머니와 아들> (여경)
- 2016.05.21 <바담 풍, 바람 퐁> (담임)
- 2016.05.28 <폭식을 멈추는 0번째 방법> (간호사)
- 2016.06.11 <무능경찰 김반장> (다영)
- 2016.06.18 <위험한 아이> (재은)
- 2016.06.25 <뉴스를 들려 드립니다> (여직원)
- 2016.07.16 <관계자 출입금지> (손님 2)
- 2016.07.23 <날아라 변태> (아이 3)
- 2016.07.30 <해피 버스데이 투유> (연화)
- 2016.10.29 <아싸라비아, 천억만> (여자)
- 2016.12.03 <강남 마당쇠> (앵커)
- 2016.12.24 <나의 오리지날 짝퉁> (팬 2)
- 2016.12.31 <2라운드, BOX!> (입원환자 2)
- 2017.01.07 <천국의 주파수> (상인 1)
- 2017.01.14 <연가> (아낙 2)
- 2017.01.21 <카모마일 차를 마시는 밤> (혜리)
- 2017.01.28 <꺼지지 않는 tv> (내레이션 / 쇼핑호스트)
- 2017.02.04 <한달만 사랑할게> (웨이트리스 / 매니저)
- 2017.02.11 <아내를 죽였습니다> (하미영)
- 2017.02.18 <마스커레이드> (직원 A / tv 뉴스)
- 2017.02.25 <탈퇴하시겠습니까?> (학생 1 / 기상 캐스터)
- 2017.03.11 <카페W> (행인 2 / 뉴스앵커)
- 2017.03.18 <은주가 변했다> (간호사 1)
- 2017.03.25 <아름다운 동행> (여종업원)
- 2017.04.15 <이별의 시간> - TV 뉴스앵커
- 2017.04.22 <화성행 편도티켓> - 기자 2
- 2017.04.29 <붉은 잠옷의 비밀> - 캐피탈 직원
- 2017.05.13 <달려라,아빠!> - 영민 아내
- 2017.05.27 <Daddy and the City > - 김주의
- 2017.06.10 <앓던 이 빠지던 날> - 원장
- 2017.06.17 <은주가 다르게 변했다> - 안내 멘트
- 2017.07.01 <비너스 전파사> - 담임
- 2017.07.08 <개 짖는 소리> - 기자
- 2017.07.15 <살림의 명수> - 여자 1
- 2017.07.29 <작가님, 휴재는 안됩니다> - 아영
- 2017.08.19 <조율 2부> - 2부 시작 나레이션
- 2017.11.04 <봄날은 간다> - 미연
- 2017.11.11 <비연애주의자 고혜진> - 옥림씨

라디오 독서실 (KBS 한민족방송)
- 2016.03.13 김저운 作 <개는 어떻게 꿈꾸는가> (도우미)
- 2016.03.27 사익찬 作 <전염 무반주> (J)
- 2016.04.03 박황 作 <해우> (어린 김해우)
- 2016.04.10 성은영 作 <귀향의 끝> (손님들)
- 2016.05.15 이효석 作 <풀잎> (시민 1)
- 2016.05.22 김금희 作 <너무 한낮의 연애> (양희 어머니)
- 2016.06.05 김경욱 作 <천국의 문> (여직원 2)
- 2016.06.19 백수린 作 <중국인 할머니> (진운)
- 2016.06.26 윤고은 作 <된장이 된> (성우 4)
- 2016.07.03 이은선 作 <유리주의> (가이드)
- 2016.07.10 권여선 作 <층> (주인)
- 2016.08.07 김재희 作 <페이퍼 하트> (직원)
- 2016.10.16 최은미 作 <눈으로 만든 사람> (간호사)
- 2016.10.30 정미경 作 <못> (사무실 여직원)
- 2016.11.13 문경민 作 <곰씨의 동굴> (사모)
- 2016.11.27 조수경 作 <내 사람이여> (기상캐스터 / 아내)
- 2016.12.11 김혜진 作 <아웃 포커스> (고객 4)
- 2016.12.25 최민우 作 <머리 검은 토끼> (민희)
- 2017.01.08 김애란 作 <어디로 가고 싶은신가요> (권지은)
- 2017.01.15 김민주 作 <너의 목소리> (친구 1)
- 2017.01.22 이기호 作 <최미진은 어디로> (둘째)
- 2017.01.29 이서진 作 <아내의 정원수> (학생 / 나무(아역))
- 2017.02.05 권제훈 作 <박스> (성우(女))
- 2017.02.26 조현주 作 <오늘만 같지 않기를> (성우(女))
- 2017.03.12 이지명 作 <금덩이 이야기> (은혜)
- 2017.04.02 김종광 <학생댁 유씨씨> - 최영이
- 2017.04.09 김경희 <코 없는 남자 이야기> - 예나
- 2017.04.23 홍명진 <마순희> - 아이
- 2017.04.30 홍지화 <왕년의 한 스타의 죽음> - 딸
- 2017.06.04 윤승희 <스위치> - 직원
- 2017.06.18 강화길 <호수-다른 사람> - 민
- 2017.07.09 장우석 <대결> - 윤민서
- 2017.07.16 김재성 <골유화> - 김간호사
- 2017.07.30 윤자영 <피 그리고 복수> - 김간호사
- 2017.09.03 이건혁 <피코> - 여자 성우
- 2017.09.10 김덕희 <눈부신 날> - 주부 1

라디오 극장 (KBS 한민족방송)
- 2016.02.01 ~ 2016.02.29 도진기 作 <가족의 탄생> (종업원 2)
- 2016.05.01 ~ 2016.05.31 정유정 作 <내 심장을 쏴라> (수간호사)
- 2016.06.01 ~ 2016.06.30 홍부용 作 <아빠를 빌려 드립니다> (이십대女 / 다른 아이)
- 2016.07.01 ~ 2016.07.31 장용민 作 <궁극의 아이>
- 2016.08.01 ~ 2016.08.31 김종일 作 <몸 - 에피소드 1 : 눈>
- 2016.09.01 ~ 2016.09.30 이혜린 作 <열정같은 소리 하고있네>
- 2016.10.01 ~ 2016.10.31 김호연 作 <망원동 브라더스>
- 2016.12.01 ~ 2016.12.31 김범 作 <공부해서 너 가져> (도혜母 / 중 3 / 아나운서)
- 2017.01.01 ~ 2017.01.31 손선영 作 <이웃집 두 남자가 수상하다> (이은경 / 간호사 1 / 휘도처 / 장난전화녀)
- 2017.02.01 ~ 2017.02.28 정규웅 作 <붉은 꽃, 나혜석> (홍정희 / 시모)
- 2017.03.01 ~ 2017.03.31 정길연 作 <달리는 남자 걷는 여자> (유소정)
- 2017.04.01 ~ 2017.04.31 조두진 作 <결혼면허> (오영란)
- 2017.05.01 ~ 2017.05.31 황현정 <달빛연인> - 주모 / 춘심
- 2017.06.01 ~ 2017.06.30 구상희 <마녀식당> - 단역
- 2017.07.01 ~ 2017.07.31 박연선 <여름, 어디선가 시체가> - 예은 / 재경 할머니
- 2017.08.01 ~ 2017.08.31 심재천 <나의 토익 만점 수기> - 유럽인
- 2017.11.01 ~ 2017.11.30 이동원 <완벽한 인생> - 라이언 엄마

다큐멘터리 역사를 찾아서 (KBS 라디오)
- 2016.02.21 <제591편 연산군, 그 견제 받지 않은 왕권> (여자 1)
- 2016.04.10 <제598편 연산군, 복수의 칼을 뽑다> (신씨)
- 2016.07.10 <제611편 장녹수, 권세는 짧고 종말은 비참했다> (여종)
- 2017.02.26 <제644편 경빈 박 씨와 「작서의 변」> (나인)

5분드라마 바람따라 구름따라 (KBS 한민족방송)
- 2017.1.2~ (타이틀)

와이파이 초한지 (KBS 라디오)
- 2016.10.20 <119화> (아나운서)
- 2016.10.21 <120화> (여자)
- 2016.11.02 <128화> (여자 2)
- 2016.11.22 <142화> (부하 1)
- 2016.12.15 <159화> (부장 1)
- 2016.12.16 <160화> (부장 1)
- 2017.03.09 <218화> (여자)

FM대행진 (KBS Cool FM)
- 2017.09.04 ~ 2017.10.15 (박은영 아나운서 대행)

## MC, DJ
- TBN 한국도로교통공단 TBN교통방송 《이다슬의 한밤의 교차로》 MC
- TBN 한국도로교통공단 TBN교통방송 《이다슬의 행복한 밤 tbn과 함께》 MC

## 학력
- 서울대학교 졸업
- 고려대학교 대학원

## 같이 보기
- 한국방송 성우극회